# 三省堂
株式会社三省堂（さんせいどう）は、日本の出版社。辞典・事典、六法関連書籍、教科書などの出版で知られる。
本社は2022年まで、JR水道橋駅と神田川に挟まれたエリアにあった。この場所は、かつて自社印刷工場の倉庫として使われていた。
2022年8月、千代田区麹町のビル内に移転した。

## 沿革

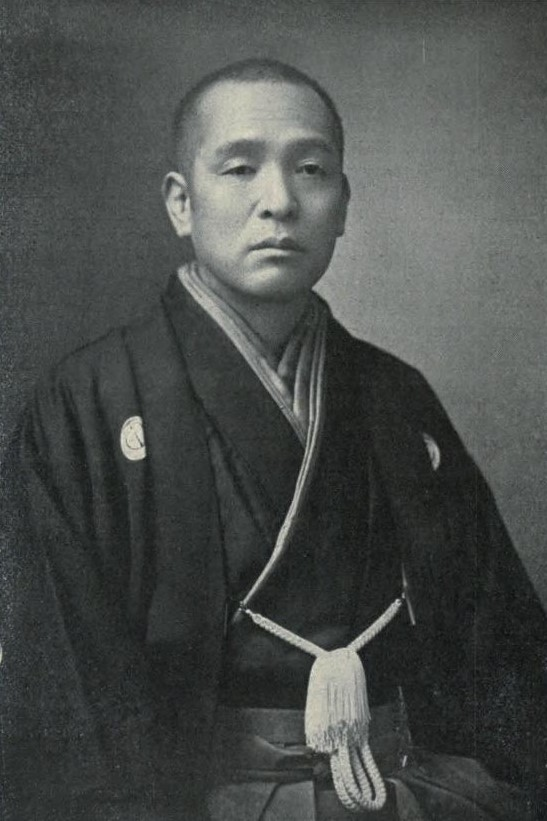
創業者の亀井忠一

1881年（明治14年）、旧旗本の一族である亀井忠一により古書店「三省堂書店」として創業され、出版事業には1884年（明治17年）に進出。
当初より、辞書、事典、教科書、地図（現在は事実上撤退）などの出版や、教材の販売など、教育・学術分野を事業の中心とした。当時、辞書出版の分野でライバルとも言えた冨山房は大型で専門家向けの辞書が多かったが、三省堂はどちらかと言えば小型でも実用的な辞書に力を入れた。そのために1889年（明治22年）には自社印刷工場を開設し、後に専用活字も制作した。
1912年（大正元年）10月18日に経営破綻。忠一の四男・寅雄の提案により、出版・製造事業と書店が経営分離し、1915年（大正4年）に、個人経営だった出版・製造事業が資本金7万円で「株式会社三省堂」として独立・法人化した。
1974年（昭和49年）1月に、紙・印刷・製本代などの大幅アップを理由に翌月から辞書の定価を平均25％値上げすることに決め、在庫と店頭販売分を含め既刊本に新定価のシールを貼付することにし、7000店の書店に通知したが、読売新聞をはじめ各紙が批判的に報道するなど問題（辞書定価シール貼り事件）となった。1月末、日本書店組合連合会と三省堂は協議し、三省堂は月初からの値上げを10日間延期し、2月11日からの実施を決める。2月9日に日本書店組合連合会は三省堂に対し、新学期中（5月）までの値上げ延期の申し出を行うが、三省堂は「2月11日からの値上げは撤回できない」と回答したことから、連合会は2月11日以降も旧定価で仕入れた在庫本は旧定価で売り、三省堂が新定価を貼って送品してきた本は新定価で販売することとした。2月20日に、日本書店組合連合会、日本出版取次協会・三省堂販売と折衝、旧定価で仕入れた取次在庫も旧定価で放出することとなり、三省堂シール貼付問題は一応解決することとなった。
1970年代後半に入り、出版業務の不振から出版業界最大の負債50億円を抱え経営破綻し、これを機会に創業者一族が三省堂の経営から離れ、直接の資本関係もなくなるが、その後三省堂は経営の立て直しに成功した。三省堂書店については、現在でも、創業者一族の経営である。
製造部門は1981年（昭和56年）、三省堂印刷として独立、法人化された。三省堂印刷は、東京都八王子市の本社工場で組版・印刷・製本の一貫製造を行なっている。これは、分業体制の確立した印刷・製本業界で、特に上製本のラインでは珍しい。また、三省堂は第二次世界大戦前から社外の印刷物を受注しており、戦後になってから受注するようになった日本聖書協会（プロテスタント・カトリック系）の聖書は、大半を三省堂印刷で印刷・製本するまでになった。
近年は、辞典・事典、六法、教科書・参考書、一般書などを出版。特に『廣辭林』や、「明解」「コンサイス」「クラウン」などを冠する辞典では、一時代を築いたと言えるほど代表的な辞書となっている。国語・英語の文部科学省検定済教科書でも知られる。

## 出版物の特徴

### 国語辞典

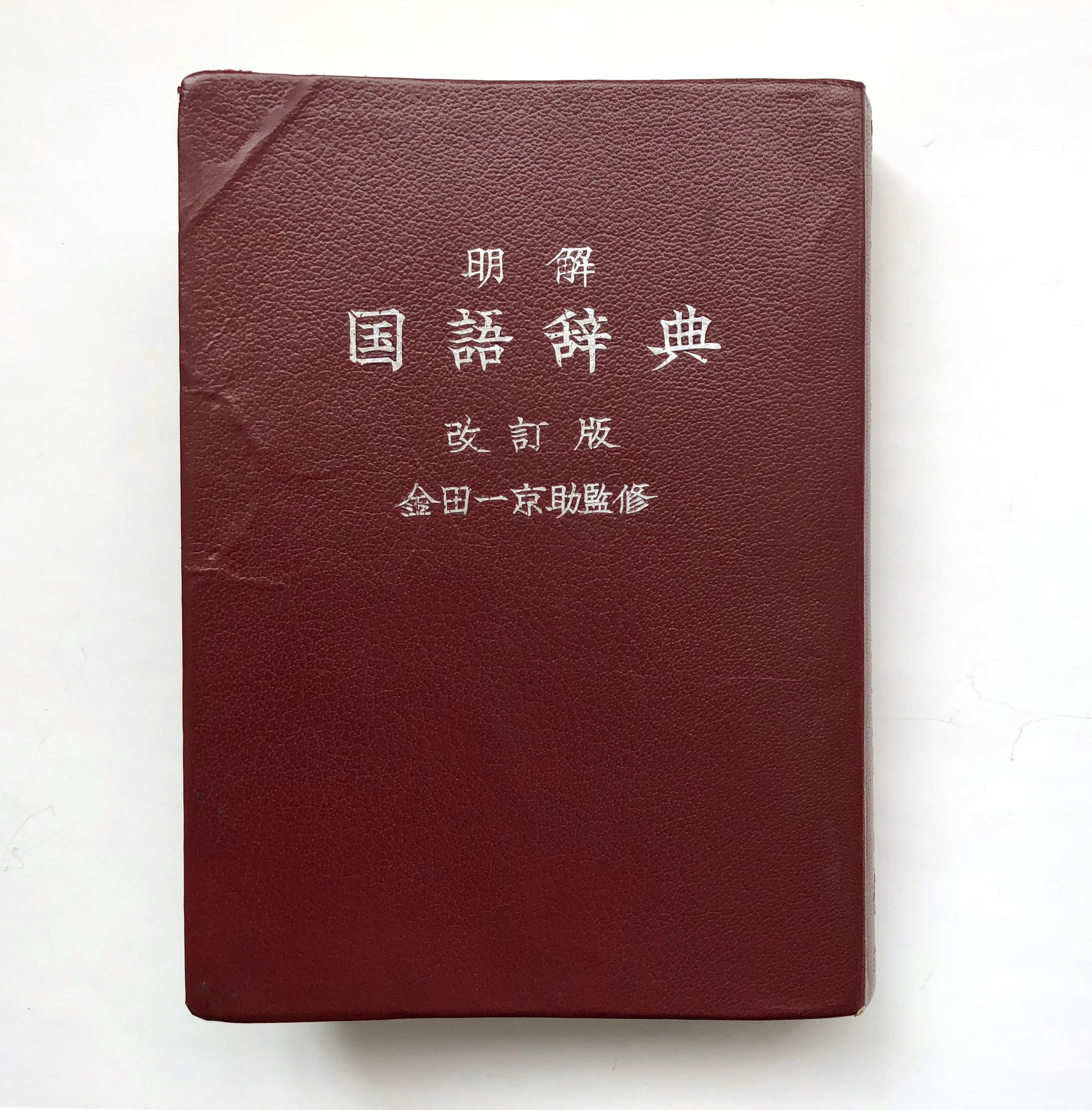
『明解国語辞典』改訂版

国語辞典として、国内最大の販売数量を誇る『新明解国語辞典』は、日本語の語釈や用例がユニークかつストレートなことで有名で、根強いファンがいる。これは編集主幹の山田忠雄がほとんど独力で編纂しており、彼の思想が色濃く表れている。
ただし、前身の『明解国語辞典』は見坊豪紀が編者であり、この段階では山田は協力者であった。その後、見坊は『三省堂国語辞典』の編者に、山田が『新明解国語辞典』の主幹にそれぞれなった。どちらも『明解国語辞典』を元にしているが、改訂が進むにつれて性格の違いがはっきり判るようになった。『新明解国語辞典』は、重要な語であれば古くとも残し、必要であれば語釈を長くするのも躊躇しない。それに対して、『三省堂国語辞典』はいわばアグレッシブであり、積極的に新語を入れ、語釈は本質を突いた簡潔な表現とする。
一冊ものとしては、大型の日本語辞典（中型国語辞典）として、『広辞苑』（岩波書店）と市場を争う『大辞林』は、徹底した「現代日本語中心主義」で支持を得ている。現代語・カタカナ語が豊富なことはもちろん、語釈の記述も原則的に現代語を先に、古語を後に記述している。しかし、古典・方言などは『広辞苑』が優勢である。
現在では、すっかり影が薄くなってしまった中型国語辞典に金沢庄三郎（現在の編者は三省堂編修所）の『広辞林』がある。しかし、戦前に発行された『廣辭林』は、全国のほとんどの中学生が使っていたというほどヒットした国語辞典で、現在でも古書店で簡単に入手できるほどである。金沢は日本語と朝鮮語を比較研究して『日韓両国語同系論』などを発表したため、日韓併合の推進者に度々利用されることとなった。
作家の三島由紀夫は、少年時代から『廣辭林』を愛用しており、ボロボロになるまで使用した。『広辞苑』も併用したが、使いなれた『廣辭林』が一番だと述べている。

### 英和辞典
明治・大正・昭和と長期にわたって小型英和辞典の代表として親しまれた『コンサイス英和辞典』は、店頭ではあまり見かけなくなった。これは、机上で常用する辞典としては『グランドコンサイス』のような中辞典クラスが、逆に携帯用であれば小型の『デイリーコンサイス』が好まれるようになり、『コンサイス』が中途半端となったためと思われる。つまり、多くの中高生・大学生が複数の辞書を持ち、それを使い分けることが容易な価格になったのである。実際、物価上昇を考えると、辞書は明らかに安価となり、敗戦直後、巻きタバコの巻紙の代用品として辞書のページが民間で多用された。
比較的大型の英和辞典としては、以前は『カレッジクラウン英和辞典』や『新明解英和中辞典』があった。どちらも評判は悪くなかったが、長らく改訂されず、そのまま在庫切れとなった。その間、研究社の『リーダーズ英和辞典』がヒットするなど、読者の大型志向が明らかになり、再度、大型の英和辞典が投入された。『グランドコンサイス英和辞典』（編者は三省堂編修所）である。
最近では『ウィズダム英和辞典』が三省堂独自のコーパスを構築したうえで編纂され2003年（平成15年）に発売されたが、2006年（平成18年）秋に改訂、ウェブと同時に使うことのできるデュアル・ディクショナリーとして発表され、同じブランド名をもつ『ウィズダム和英辞典』も刊行された。2007年（平成19年）4月から、デュアル・ディクショナリーからウィズダム英和・和英の用例をコーパスとする「用例コーパス」が無料公開されている。

### 日本初の百科事典
現在では、百科事典の版元として平凡社や学習研究社が著名だが、日本独自の百科「辞典」は大隈重信が編纂し、三省堂から刊行された『日本百科大辞典』（全10巻、1908年 - 1919年）が最初だった。「優れた百科辞典の刊行は、その国の文化のバロメーター」と言われるほど重要なことであったため、それを祝う発刊披露園遊会が早稲田の大隈重信邸で開かれ、渋沢栄一など政財界からも多くの出席があった。亀井忠一の娘婿であった齋藤精輔が編集を担当し、当初は1巻の予定が執筆陣の熱意もあって6巻、さらに10巻へ膨らんだ。なお、出版費用があまりに多額であったため、資金不足から6巻を刊行したところで三省堂は倒産してしまうが、支援者に恵まれて再建。『日本百科大辞典』は有志が「完成会」を組織して全10巻の刊行を果たした。
また、1937年（昭和12年）刊行の『婦人家庭百科辞典』も戦前の代表的百科の一つで、後に筑摩書房より文庫本として復刻された。

## 教科書
- 文部科学省検定済み教科書の発行者番号は15。
- 高等学校向け検定教科書を2教科（国語、英語）発行している。
- 中学校向け検定教科書を3教科（英語、国語、書写）発行している。
- 小学校向け検定教科書を1教科（英語）発行している。
- 家永三郎らが執筆し家永教科書裁判の契機となった高等学校向け教科書『新日本史』は同社による出版であった。

## 不祥事
- 複数の発行者が厳格な情報管理が求められている検定中の教科書を小中学校の校長らに閲覧させ、金品を支払っていた事案等が発覚。また2015年、当時の社長らは一連の不祥事について不正を認識していながらも文科省へ虚偽の報告を行っていた[7][8]。

## 主な出版物

### 国語辞典・古語辞典・漢和辞典
- 大辞林、広辞林、ハイブリッド新辞林、小辞林、新明解国語辞典、三省堂国語辞典、例解新国語辞典、現代新国語辞典、デイリーコンサイス国語辞典、ジェム国語辞典、辞海、音訓両引き国漢辞典
- 全訳読解古語辞典、全訳基本古語辞典、三省堂 詳説古語辞典、新明解古語辞典、例解古語辞典
- 漢辞海、五十音引き漢和辞典、例解新漢和辞典、新明解漢和辞典、三省堂新漢和中辞典
- 新明解日本語アクセント辞典、現代国語表記辞典、コンサイスカタカナ語辞典
- 新明解百科語辞典、新明解四字熟語辞典、新明解故事ことわざ辞典、都道府県別全国方言辞典、中国名言名句辞典新版

時代別国語大辞典(上代編、室町時代編一、二、三、四、五)
- 萱野茂のアイヌ語辞典

### 外国語辞典
- グランドコンサイス英和辞典、グランドセンチュリー英和辞典、ウィズダム英和辞典、新グローバル英和辞典、新クラウン英和辞典、デイリーコンサイス英和辞典、エクシード英和辞典、デイリーニューフォニックス英和辞典、初級クラウン英和辞典、カタカナで引ける英和辞典、ジェム英和・和英辞典、カレッジクラウン英和辞典、最新明解英和辞典、新明解英和中辞典
- クラウン独和辞典、新コンサイス独和辞典、クラウン仏和辞典、デイリーコンサイス仏和・和仏辞典
- クラウン中日辞典、デイリーコンサイス中日辞典、例解新日韓辞典、例解新韓日辞典
- クラウン西和辞典、コンサイス露和辞典
- 現代英文法辞典、英語語義語源辞典、英語文体論辞典、固有名詞英語発音辞典、ドゥーデン図解英和辞典
- 言語学大辞典（全六巻、別巻一）、日本列島の言語、ヨーロッパの言語

### 事典
- コンサイス日本人名事典、コンサイス外国人名事典、コンサイス日本地名事典、コンサイス外国地名事典、コンサイス鳥名事典、コンサイス日本山名辞典、コンサイス外国山名辞典、日本山名事典
- 江戸東京学事典、聖書思想事典、西洋絵画作品名辞典、クラシック音楽作品名辞典

### 六法
- 模範六法、模範小六法、デイリー六法、教育六法、知的財産権六法
- 新判例コンメンタール

### 一般書
- コンサイス20世紀思想辞典、魯迅事典、朝鮮の歴史、楽しいネーミング百科、東京おもひで草
- 虚子編 新歳時記、季寄せ、ホトトギス新歳時記
- フェルミ熱力学、物理小事典、化学小事典、三省堂世界星座早見、家づくりその前に
- 抗がん剤の副作用がわかる本、世界のエッセンシャルドラッグ、ようこそダウン症の赤ちゃん、ぼくの手，おちゃわんタイプや、龍平の現在
- うめ版 新明解国語辞典×梅佳代
- オタク用語辞典 大限界[9][10]

1960年代には三省堂新書、1980年代までは三省堂選書という叢書のレーベルもあった。

### 電子出版
- スーパー大辞林・コンサイスカタカナ語辞典、グランドコンサイス英和辞典・グランドコンサイス和英辞典、クラウン独和辞典・新コンサイス和独辞典、クラウン仏和辞典・コンサイス和仏辞典
- 三省堂 辞典館、新グローバル＆ニューセンチュリー英和・和英辞典、
- 大辞林＆デイリー英和・和英、辞林21、三省堂 新辞書パック11、クラウン独和辞典、クラウン仏和辞典
- 聖書思想事典、萱野茂のアイヌ語辞典、ホトトギス電子新歳時記、e康熙字典 日本語版

### 三省堂 Web Dictionary
2001年1月からWebでの辞書検索サービスを開始、有料版のほかに、無料で「デイリーコンサイス英和辞典」「デイリーコンサイス和英辞典」「デイリーコンサイス国語辞典」の3タイトルを検索できたが、2020年9月30日にサービスを終了した。

### ことまな
三省堂が提供するデジタル教科書や教材をはじめとする学習サービスプラットフォームの総称。
- ことまなS（スマートフォンアプリ）
- ことまな辞書（タブレット用辞書）
- ことまなプラス（紙辞書購入者向けオンラインサービス）

## 関連会社
- 三省堂印刷株式会社 - 印刷・製本
- 株式会社三省堂流通センター - 三省堂出版物の倉庫、ならびに発送業務
- 株式会社三省堂出版サービス

### 三省堂書店との関係
三省堂は三省堂書店の出版・印刷部門が1915年（大正4年）に独立したもの。現在は直接の資本関係はない。
だが、以前は共同で設立した三省堂企画があり、主に贈答品、記念品といった用途に三省堂の辞典に名入れしたものや、オリジナルの辞典・事典を制作していた。現在は解散し、事業は三省堂が引き取った。
また、三省堂書店の出版子会社である創英社が三省堂印刷に印刷・製本を発注することがあるほか、三省堂健康保険組合を共同で運用していた。